# جون آرثر واتس
جون آرثر واتس (بالإنجليزية: John Arthur Watts)‏ (19 أبريل 1947 - 8 سبتمبر 2016)؛ سياسي بريطاني، كان عضوًا في مجلس العموم البريطاني بين عامي 1983 و1997، عن حزب المحافظين.